# Lombardenhuis
Het Lombardenhuis, ook wel Het Keijserswapen genoemd, is een rijksmonumentaal huis in de Boterstraat/aan het Visschersplein te Utrecht.
In de ooit voorname Boterstraat te Utrecht stonden enkele grote 13e-eeuwse bakstenen huizen, zoals dit huis met natuurstenen hoekblokken. De naam "Lombardenhuis" is vermoedelijk te danken aan de bewoning door Lombarden. Velen van hen waren rijke, maar in laag aanzien staande, geldschieters. Bewijs is hier echter niet voor. Het huis ligt direct naast het St. Eloyen Gasthuis in dezelfde straat.
In 1621 kocht de schilder Roelant Savery het Lombardenhuis, waar hij tot zijn dood in 1638 bleef wonen en werken. Het huis bezat in die tijd een grote tuin met vele soorten planten en bloemen, die een bron van inspiratie voor de schilder vormden.
Jarelang was in dit pand discotheek Don Quichot gevestigd, tot een brand op 26 januari 1981 het pand goeddeels verwoestte. Vermoedelijk was er sprake van brandstichting. Na de brand is het pand in 1987 vrijwel volledig herbouwd en gesplitst in 6 appartementen.

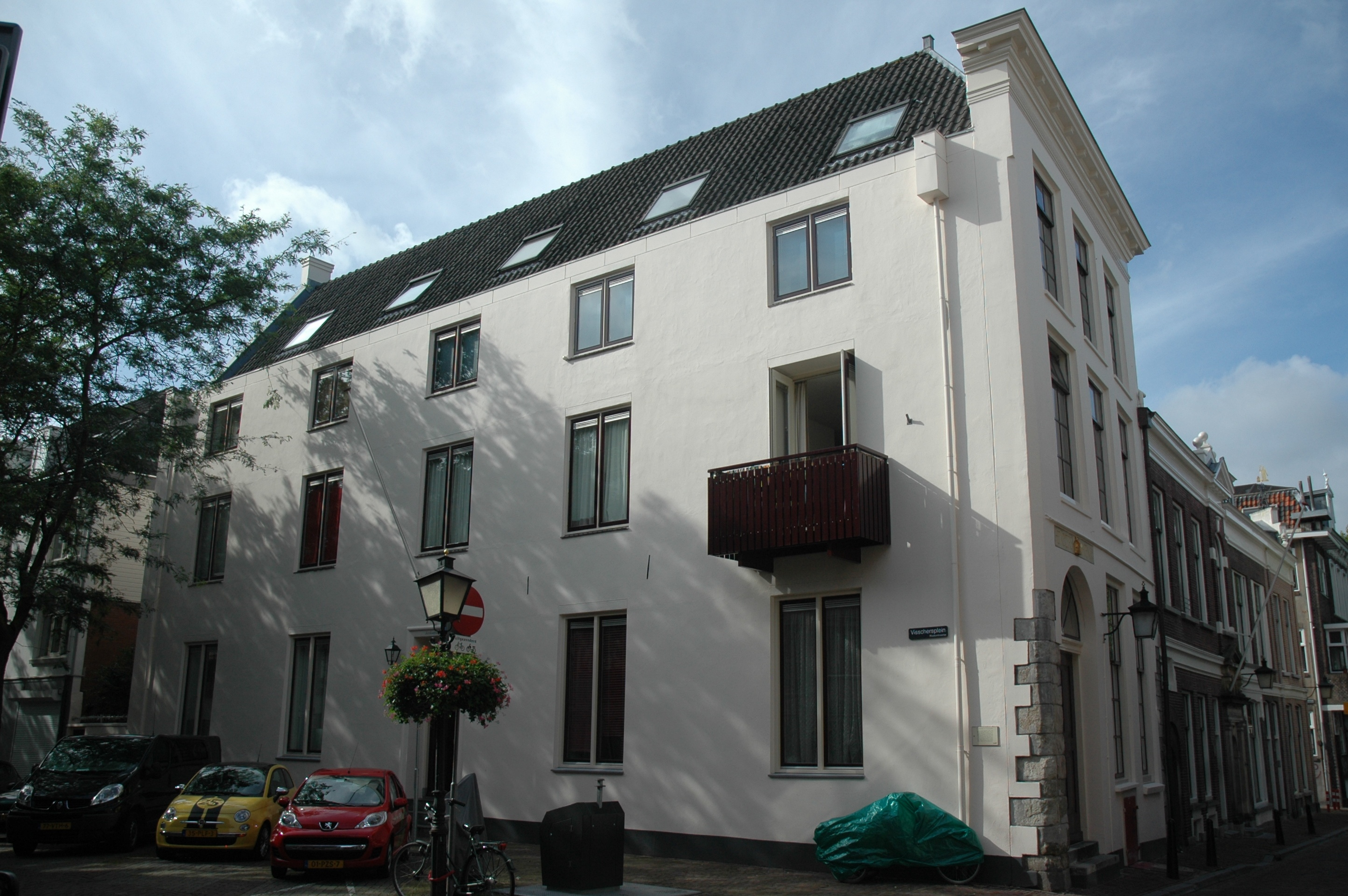
Zijgevel
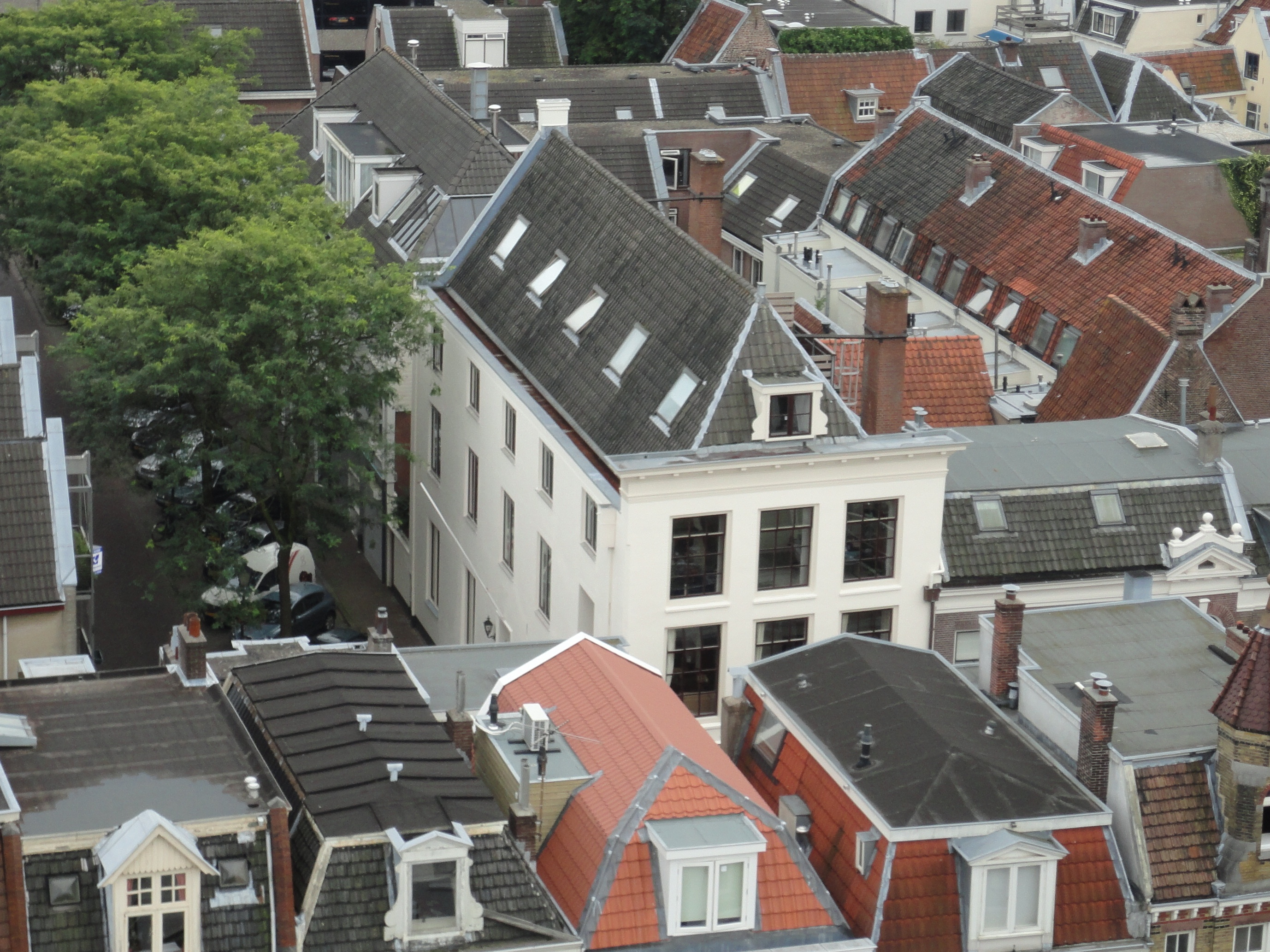
Bovenaanzicht
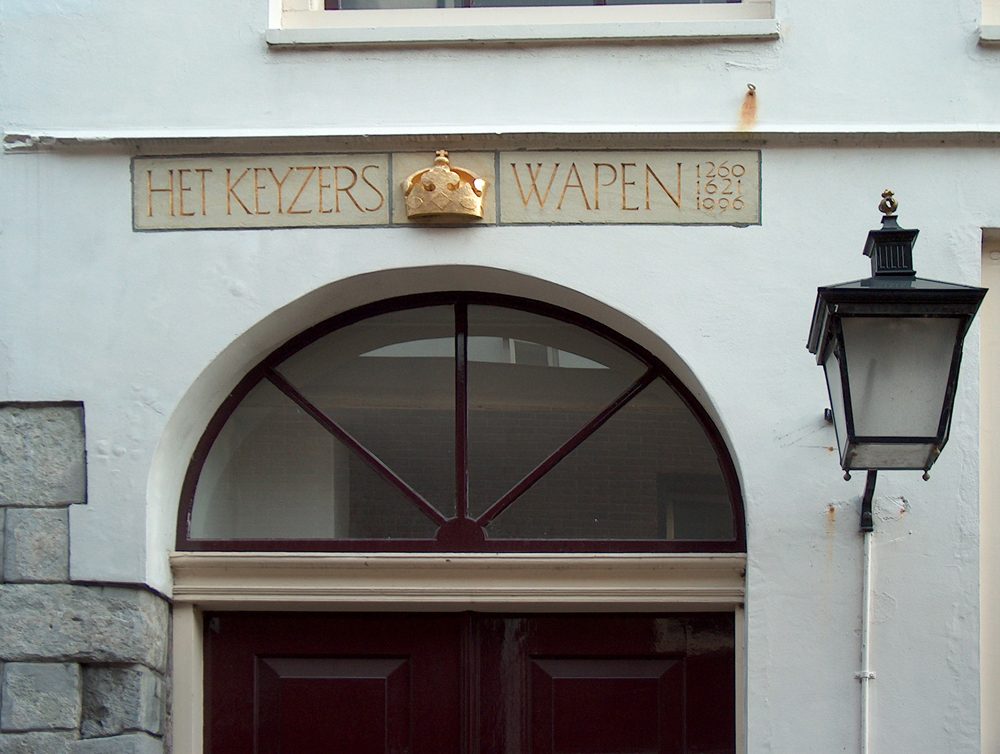
Detail met bovenlicht aan de Boterstraat

Blankenburg · 
Blijdenstein · 
Clarenburg · 
Compostel · 
Den Ouden Puth · 
Drakenburg ·
Fresenburch · 
Groenewoude ·
Huis Pallaes ·
Keyserrijk ·
Kranestein · 
Lichtenberg ·
Leeuwenberg · 
Lombardenhuis of Het Keijserswapen ·
Oudaen · 
Payenborg · 
Proeysenburch ·  
Putruwiel · 
Rodenburg · 
Schaffenburg · 
Ten Hert of Het Hertenhuis · 
Ten Putten ·
Valckenstein of De Zon
1. ↑  Page 13 - oud utrechter week 12. www.deoud-utrechter.nl. Gearchiveerd op 5 mei 2021. Geraadpleegd op 5 mei 2021.